# Liga Europea de Fútbol Americano 2010
La Liga Europea de Fútbol Americano 2010 fue la edición número 24 de la Liga Europea de Fútbol Americano, que es la máxima competición de fútbol americano de Europa. La organiza la Federación Europea de Fútbol Americano (European Federation of American Football -EFAF- en inglés).
El partido de la final se denomina Eurobowl, y fue ganado por Berlin Adler.

## Equipos
La EFAF determina los equipos que participan en función del nivel competitivo de las 17 ligas europeas que pueden aportar equipos. Los equipos más potentes que se clasifican para competiciones europeas compiten en la Liga Europea de Fútbol Americano, mientras que los de menor nivel lo hacen en la Copa de la EFAF.

## Formato
En la primera fase, se formaron 4 grupos de 3 equipos cada una y se jugaron 2 partidos en cada grupo, uno en casa contra un oponente y otro fuera contra el tercer oponente. 
Los campeones de cada uno de estos 4 grupos avanzaron a los play-offs, que se disputaron a partidos por eliminación, comenzando en cuartos de final. 
En los play-offs ya esperaban, clasificados directamente sin tener que jugar la fase de grupos, otros 4 equipos designados por la EFAF (los cuatro equipos que llegaron a las semifinales del año anterior).

## Primera fase

### Grupo 1
| Fecha       | Hora  | Local               | Marcador | Visitante           | Estadio                                                  |
| ----------- | ----- | ------------------- | -------- | ------------------- | -------------------------------------------------------- |
| 3 de abril  | 15:00 | Bergamo Lions       | 27-22    | Valencia Firebats   | Stadio Communale Via delle Industrie Osio Sotto, Bérgamo |
| 18 de abril | 14:00 | Élancourt Templiers | 29-3     | Bergamo Lions       | Stade Guy Boniface, Élancourt                            |
| 2 de mayo   | 12:00 | Valencia Firebats   | 35-18    | Élancourt Templiers | Estadio Jardín del Turia, Valencia                       |

|    | Equipo              | PJ | Puntos | TD    | Dif. |
| -- | ------------------- | -- | ------ | ----- | ---- |
| 1. | Valencia Firebats   | 2  | 2:2    | 57:45 | +12  |
| 2. | Élancourt Templiers | 2  | 2:2    | 47:38 | +9   |
| 3. | Bergamo Lions       | 2  | 2:2    | 30:51 | -21  |

### Grupo 2
| Fecha       | Hora  | Local                   | Marcador | Visitante               | Estadio                                 |
| ----------- | ----- | ----------------------- | -------- | ----------------------- | --------------------------------------- |
| 3 de abril  | 15:00 | Prague Panthers         | 30-40    | Berlin Adler            | Slavia Stadion, Praga                   |
| 17 de abril | 15:00 | Stockholm Mean Machines | 0-0      | Prague Panthers         | Zinkensdamm IP, Estocolmo               |
| 1 de mayo   | 18:00 | Berlin Adler            | 35-9     | Stockholm Mean Machines | Friedrich-Ludwig-Jahn-Sportpark, Berlín |

|    | Equipo                  | PJ | Puntos | TD    | Dif. |
| -- | ----------------------- | -- | ------ | ----- | ---- |
| 1. | Berlin Adler            | 2  | 4:0    | 75:39 | +36  |
| 2. | Prague Panthers         | 1  | 0:2    | 30:40 | -10  |
| 3. | Stockholm Mean Machines | 1  | 0:2    | 9:35  | -26  |

### Grupo 3
| Fecha       | Hora  | Local                 | Marcador | Visitante             | Estadio                               |
| ----------- | ----- | --------------------- | -------- | --------------------- | ------------------------------------- |
| 3 de abril  | 18:00 | Thonon Black Panthers | 55-0     | Belgrade Blue Dragons | Stade Joseph Moynat, Thonon-les-Bains |
| 17 de abril | 18:00 | Danube Dragons        | 50-21    | Thonon Black Panthers | Rattenfängerstadion, Korneuburg       |
| 1 de mayo   | 18:00 | Danube Dragons        | 73-0     | Belgrade Blue Dragons | Rattenfängerstadion, Korneuburg       |

|    | Equipo                | PJ | Puntos | TD     | Dif. |
| -- | --------------------- | -- | ------ | ------ | ---- |
| 1. | Danube Dragons        | 2  | 4:0    | 123:21 | +102 |
| 2. | Thonon Black Panthers | 2  | 2:2    | 76:50  | +26  |
| 3. | Belgrade Blue Dragons | 2  | 0:4    | 0:128  | -128 |

### Grupo 4
| Fecha       | Hora  | Local          | Marcador | Visitante      | Estadio                               |
| ----------- | ----- | -------------- | -------- | -------------- | ------------------------------------- |
| 3 de abril  | 17:00 | Badalona Dracs | 30-12    | Bolzano Giants | Campo municipal de Badalona, Badalona |
| 18 de abril | 15:00 | Bolzano Giants | 0-35     | Vienna Vikings | Europe Stadion, Bolzano               |
| 2 de mayo   | 15:00 | Vienna Vikings | 24-0     | Badalona Dracs | Stadion Hohe Warte, Viena             |

|    | Equipo         | PJ | Puntos | TD    | Dif. |
| -- | -------------- | -- | ------ | ----- | ---- |
| 1. | Vienna Vikings | 2  | 4:0    | 59:0  | +59  |
| 2. | Badalona Dracs | 2  | 2:2    | 30:36 | -6   |
| 3. | Bolzano Giants | 2  | 0:4    | 12:65 | -53  |

## Play-offs
|  | Cuartos de final     | Cuartos de final   | Cuartos de final    |                |                    | Semifinales   | Semifinales | Semifinales |  |                     | Eurobowl XXIV | Eurobowl XXIV | Eurobowl XXIV |  |
|  |                      |                    |                     |                |                    |               |             |             |  |                     |               |               |               |  |
|  |                      |                    |                     |                |                    |               |             |             |  |                     |               |               |               |  |
|  | Bandera de Austria   | Tirol Raiders      | 55                  |                |                    |               |             |             |  |                     |               |               |               |  |
|  | Bandera de Austria   | Tirol Raiders      | 55                  |                |                    |               |             |             |  |                     |               |               |               |  |
|  | Bandera de España    | Valencia Firebats  | 13                  |                |                    |               |             |             |  |                     |               |               |               |  |
|  | Bandera de España    | Valencia Firebats  | 13                  |                | Bandera de Austria | Tirol Raiders | 27          |             |  |                     |               |               |               |  |
|  |                      |                    |                     |                | Bandera de Austria | Tirol Raiders | 27          |             |  |                     |               |               |               |  |
|  |                      |                    | Bandera de Alemania | Berlin Adler   | 29                 |               |             |             |  |                     |               |               |               |  |
|  | Bandera de Finlandia | Porvoon Butchers   | Bandera de Alemania | Berlin Adler   | 29                 | 16            |             |             |  |                     |               |               |               |  |
|  | Bandera de Finlandia | Porvoon Butchers   |                     |                |                    |               |             |             |  |                     |               |               |               |  |
|  | Bandera de Alemania  | Berlin Adler       | 47                  |                |                    |               |             |             |  |                     |               |               |               |  |
|  | Bandera de Alemania  | Berlin Adler       | 47                  |                |                    |               |             |             |  | Bandera de Alemania | Berlin Adler  | 34            |               |  |
|  |                      |                    |                     |                |                    |               |             |             |  | Bandera de Alemania | Berlin Adler  | 34            |               |  |
|  |                      |                    | Bandera de Austria  | Vienna Vikings | 31                 |               |             |             |  |                     |               |               |               |  |
|  | Bandera de Austria   | Graz Giants        | Bandera de Austria  | Vienna Vikings | 31                 | 34            |             |             |  |                     |               |               |               |  |
|  | Bandera de Austria   | Graz Giants        |                     |                |                    |               |             |             |  |                     |               |               |               |  |
|  | Bandera de Austria   | Danube Dragons     | 31                  |                |                    |               |             |             |  |                     |               |               |               |  |
|  | Bandera de Austria   | Danube Dragons     | 31                  |                | Bandera de Austria | Graz Giants   | 22          |             |  |                     |               |               |               |  |
|  |                      |                    |                     |                | Bandera de Austria | Graz Giants   | 22          |             |  |                     |               |               |               |  |
|  |                      |                    | Bandera de Austria  | Vienna Vikings | 38                 |               |             |             |  |                     |               |               |               |  |
|  | Bandera de Francia   | La Courneuve Flash | Bandera de Austria  | Vienna Vikings | 38                 | 7             |             |             |  |                     |               |               |               |  |
|  | Bandera de Francia   | La Courneuve Flash |                     |                |                    |               |             |             |  |                     |               |               |               |  |
|  | Bandera de Austria   | Vienna Vikings     | 44                  |                |                    |               |             |             |  |                     |               |               |               |  |
|  | Bandera de Austria   | Vienna Vikings     | 44                  |                |                    |               |             |             |  |                     |               |               |               |  |
|  |                      |                    |                     |                |                    |               |             |             |  |                     |               |               |               |  |